# Hans-Valentin Hube
Johannes "Hans" Valentin Hube (Naumburgo, Imperio alemán, 29 de octubre de 1890 - Obersalzberg, Alemania nazi, 21 de abril de 1944) fue un coronel general (Generaloberst) alemán que prestó servicios en la Primera y en la Segunda Guerra Mundial. Comandó fuerzas blindadas en las invasiones de Polonia, Francia y la Unión Soviética. En el transcurso de la guerra, dirigió la 16.ª División de Infantería, el XIV Cuerpo Panzer y el 1.º Ejército Panzer. Murió en un accidente aéreo el 21 de abril de 1944.

## Biografía

### Infancia y juventud
Hube nació en Naumburgo del Saale en la provincia de Sajonia del Imperio alemán. Entró en 1909 en el Reichsheer como cadete y tras graduarse de oficial prestó servicios en el frente occidental durante la Primera Guerra Mundial. Herido gravemente en septiembre de 1914 debió sufrir la amputación de su brazo izquierdo, siendo condecorado con la Cruz de Hierro. Pese a esto volvió al servicio activo un año después, pero cayó severamente envenenado por gas en combate en abril de 1918, pasando el resto de la guerra en el hospital.
Tras el fin de la guerra Hube quedó integrado en el Reichswehr, continuando allí su carrera militar. Fue promovido a capitán en 1925, siendo luego instructor en la academia militar de Dresde. En 1932, ascendido a mayor, se le encargó el mando de un batallón de infantería en Prusia Oriental y en 1933 fue ascendido a teniente coronel de infantería. Alcanzó el grado de coronel en 1938 y con dicho título fue enviado a la campaña alemana contra Polonia en septiembre de 1939.

### Segunda Guerra Mundial

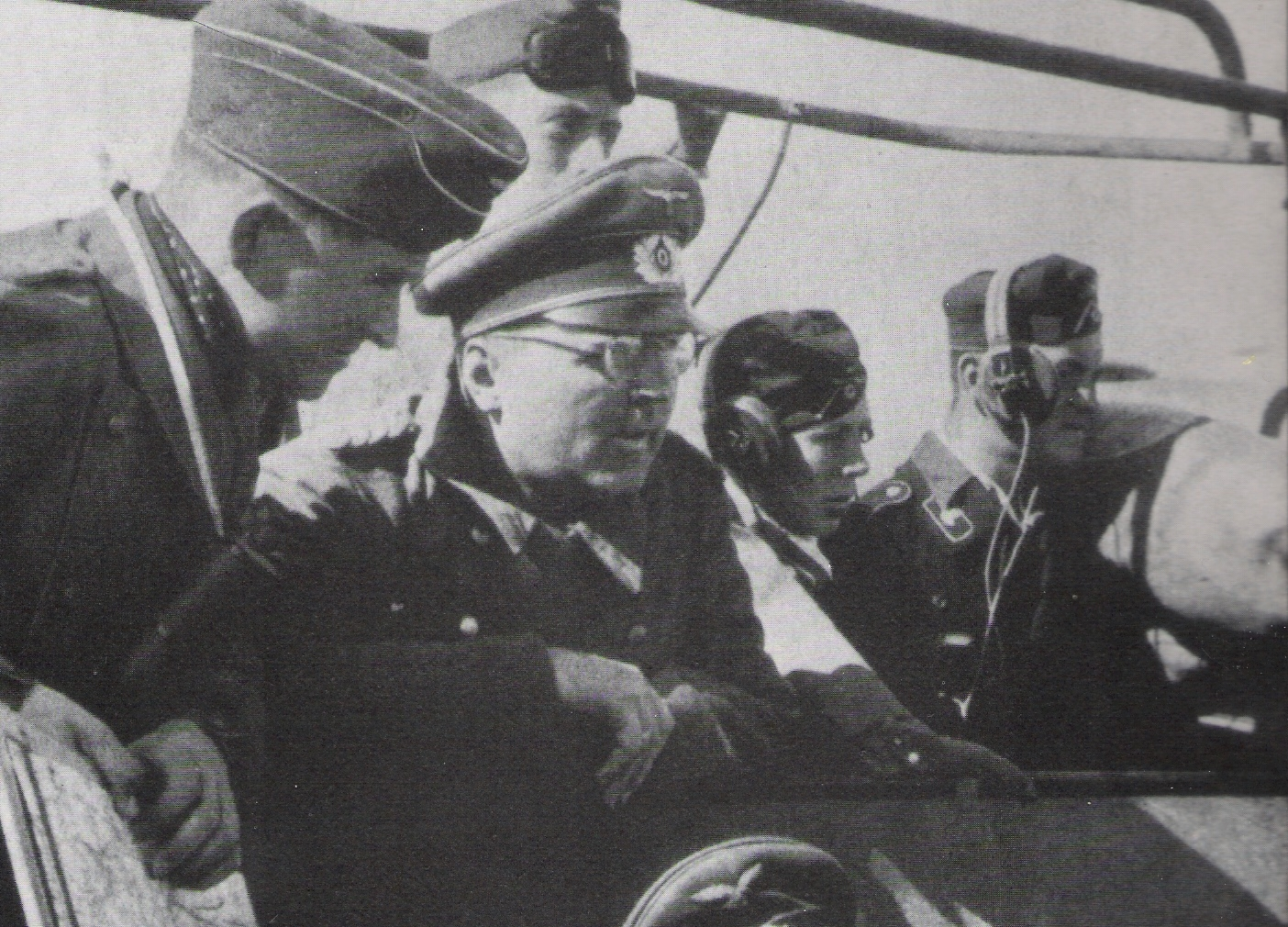
23 de agosto de 1942: Hans Hube al mando de la 16.ª División Panzer.

Tras su participación en la invasión de Polonia, Hube fue destinado al frente occidental y participó en la Batalla de Francia. El 1 de junio de 1940 fue ascendido a general a cargo de la 16.ª División de infantería. Cuando esta unidad fue fraccionada en una división de infantería motorizada y una división panzer, a Hube se le otorgó el mando de la última y con ella participó en las primeras fases de la Operación Barbarroja en junio de 1941, integrándose dentro del Grupo de Ejércitos Sur del general Gerd von Rundstedt.
Ya en la campaña contra la Unión Soviética, Hube logró detener un contraataque soviético cerca de la localidad ucraniana de Starokonstantinov, por lo cual se le otorgó la Cruz de Caballero, ganando otras condecoraciones durante la Batalla de Kiev a fines de 1941. En septiembre de 1942 Hube fue ascendido a teniente general y recibió el mando del XIV Panzerkorps, compuesto por la 16.ª División Panzer, la 2.ª ID motorizada y la 60.ª ID motorizada repeliendo, con ayuda de la Luftwaffe, varias ofensivas rusas en el área de Kotluban, las cuales resultarían de gran importancia en el desenlace de la batalla. El XIV Cuerpo Panzer en Stalingrado se encontraba flanquedado por el VIII Cuerpo alemán a la izquierda, y el XI Cuerpo alemán a la derecha. Al término de la Batalla de Stalingrado, muchas de sus unidades fueron destruidas, y los supervivientes hechos prisioneros.
En diciembre de 1942, al ser llamado al cuartel general del OKH en Rastenburg, insistió ante Hitler en que se permitiera la retirada del VI Ejército pero sin lograrlo; de vuelta en Stalingrado Hube continuó al mando del XIV Panzerkorps hasta que el 18 de enero de 1943 Hitler ordenó que saliera del cerco en uno de los últimos aviones de evacuación, pese a las protestas de Hube. Tras la capitulación del VI Ejército se le ordenó a Hube rehacer el XIV Panzerkorps a partir de nuevas unidades.
Tras su experiencia en el frente oriental, Hube fue enviado al Mediterráneo con el XIV Panzerkorps para encargarse de la defensa de Sicilia, con varias divisiones a su cargo. Pese a esto, al empezar la Operación Husky el 9 de julio, las tropas de Hube no pudieron defender toda la isla, pero lograron retirarse con gran éxito hacia Calabria, evitando mayores pérdidas. Ya en Calabria el XIV Panzerkorps se destacó luchando contra los desembarcos angloestadounidenses en Salerno, estando a punto de expulsar a los angloamericanos al mar; en estas acciones participaron la 16.ª División Panzer y la 26.ª División Panzer, luego estas unidades fueron retiradas a las fortificaciones de la Línea Gustav.
Tras el fin de la lucha en el sur de Italia, Hube fue llamado a Alemania y el 23 de octubre de 1943 se le ordenó volver al frente oriental dirigiendo el I Ejército Panzer dentro del Grupo de Ejércitos Sur al mando del mariscal Erich von Manstein. En enero de 1944, el III Panzerkorps del general Herman Breith estaba conformado por las divisiones Panzer 1.ª, 16.ª y 17.ª, además de la 1.ª División SS.  En la última semana del mes, el III Cuerpo Panzer, encuadrado en el I Ejército Panzer, atacó en el cerco de Korsun-Cherkasy, estableciendo al otro lado del río Kniloy Tikich una cabeza de puente para ayudar a la evacuación de las tropas alemanas del Grupo Stemmermann (Cuerpos XI y XLII) rodeadas. Poco después, en el mes de marzo, su propio Ejército fue cercado por los rusos en la batalla de Kamenets-Podolsky entre el 25 de marzo y el 15 de abril de 1944. Hube logró una evacuación exitosa hacia el río Sareth, donde tomó contacto con el II Cuerpo SS del general Paul Hausser. De los 200 000 hombres, solo perdió unos 12 000 entre muertos y heridos.

### Muerte

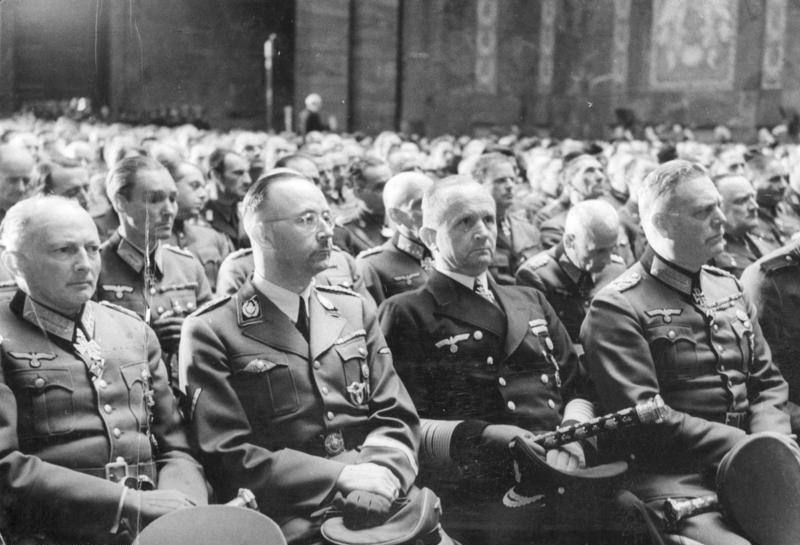
(de derecha a izquierda) Günther von Kluge, Heinrich Himmler, Karl Dönitz y Wilhelm Keitel en el funeral de Hube

El 20 de abril de 1944, Hube regresó a Alemania para asistir a las celebraciones del 55.º cumpleaños de Adolf Hitler en el Obersalzberg, donde Hitler le otorgó personalmente los Diamantes para su Cruz de Caballero, y lo ascendió a Generaloberst por sus acciones en Sicilia, Salerno y en la batalla de Kamianets-Podilski. Hube murió al día siguiente cuando el Heinkel He 111 que lo transportaba desde el aeropuerto Reichenhall-Berchtesgaden en Ainring al frente oriental se estrelló poco después de despegar el 21 de abril de 1944. Su ayudante, el mayor von Schwanenfeld, no estaba en el vuelo porque iba de licencia. Walther Hewel, que también se encontraba en el avión, sobrevivió aunque resultó gravemente herido.
Hube recibió un funeral de estado al que asistió el propio Adolf Hitler en Berlín el 26 de abril de 1944. Su ataúd fue colocado en la Cancillería del Reich y el panegírico fue pronunciado por Heinz Guderian. La guardia de honor estaba formada por los generales Walther Nehring, Hermann Breith, Heinrich Eberbach y Hans Gollnick. Fue enterrado en el cementerio de los inválidos en Berlín.

## Condecoraciones

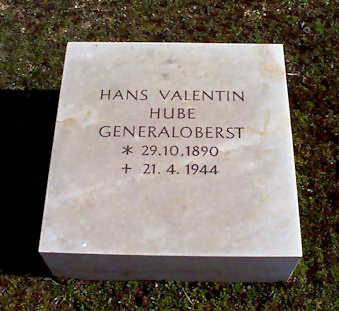
Tumba de Hube en el Cementerio de los inválidos en Berlín

- Cruz de Hierro (1914) de 2.do grado (1915) y 1.er grado (1916)[2]
- Cruz de Caballero de la Orden de la Casa Hohenzollern con Espadas (1918)[3]
- Broche de la Cruz de Hierro (1939) de 2.do grado (24 de mayo de 1940) y 1.er grado (3 de junio de 1940)[2]
- Cruz de Caballero de la Cruz de Hierro con Hojas de Roble, Espadas y Diamantes
  - Cruz de Caballero el 1 de agosto de 1941 como Generalmajor y comandante de la 16.º División Panzer[4]
  - 62.ª Hojas de Roble el 16 de enero de 1942 como Generalmajor y comandante de la 16.º División Panzer[4]
  - 22.ª Espadas el 21 de diciembre de 1942 como Generalleutnant y comandante del XIV Cuerpo panzer[4]
  - 13.ª Diamantes el 20 de abril de 1944 como General der Panzertruppe y comandante del 1.er  Ejército Panzer[4]
- Promovido a Generalleutnant el 1 de enero de 1942; General der Panzertruppe el 1 de octubre de 1942 y Generaloberst el 20 de abril de 1944[5]

## Libros publicados
- Hube, Hans-Valentin (1925). Der Infanterist [El soldado de infantería] (en alemán). Charlottenburg, Alemania: Offene Worte. OCLC 643823983.
- Hube, Hans-Valentin (1928). Schützendienst [Servicio de fusilero] (en alemán). Charlottenburg, Alemania: Offene Worte. OCLC 833701714.
- Hube, Hans-Valentin (1935–1936). Der Infanterist Band 1—Für Kasernenstube und Unterrichtsraum [El soldado de infantería Volumen 1: para cuarteles y aulas] (en alemán). Berlín, Alemania: Offene Worte. OCLC 248627859.